# Almirante-Cervera-Klasse
Die Almirante-Cervera-Klasse war eine Klasse von drei Leichten Kreuzern der spanischen Marine, die zwischen 1927 und 1970 in Dienst stand.

## Allgemeines
Die Schiffe wurden von der Werft Sociedad Española de Construcción Naval (SECN) in Ferrol gebaut, die starke Verbindungen zu Großbritannien hatte und von Sir Philip Watts entworfen. Es wurde oft behauptet, dass das Design auf den britischen Kreuzern der Emerald-Klasse basierte, zumindest dienten sie als Inspiration.
Die Hauptbewaffnung bestand aus 6-Zoll-Kanonen nach dem Vickers-Muster mit Einzellafetten in den Stellungen „A“ und „Y“ und Zwillingstürmen in den Stellungen „B“, „Q“ und „X“. Das Programm wurde ursprünglich 1915 genehmigt, verzögerte sich jedoch durch den Ersten Weltkrieg.
Die Galicia und die Miguel de Cervantes wurden in den 1940er Jahren erheblich umgebaut. Der 6-Zoll-Turm in „Q“-Position wurde durch ein Katapult für ein Wasserflugzeug ersetzt, und die einzelnen 6-Zoll-Lafetten wurden durch Zwillingslafetten ersetzt, um eine Breitseite von 8 Kanonen zu erhalten. Alle drei Schiffe wurden mit zusätzlichen Flakgeschützen ausgerüstet.

## Einheiten
| Name                                                  | Bauwerft     | Kiellegung        | Stapellauf       | Indienststellung   | Außerdienststellung |
| ----------------------------------------------------- | ------------ | ----------------- | ---------------- | ------------------ | ------------------- |
| Principe Alfonso Libertad (ab 1931) Galicia (ab 1939) | SECN, Ferrol | 27. November 1922 | 3. Januar 1925   | 20. September 1927 | 2. Februar 1970     |
| Almirante Cervera                                     | SECN, Ferrol | 14. April 1923    | 16. Oktober 1925 | 15. September 1927 | 31. August 1965     |
| Miguel de Cervantes                                   | SECN, Ferrol | März 1926         | 18. Mai 1928     | 10. Februar 1930   | 1. Juli 1964        |

## Einsatzgeschichte
Die Principe Alfonso begleitete König Alfonso XIII. Ende der 1920er Jahre auf mehreren Auslandsreisen und brachte ihn 1931 ins italienische Exil. Während des Spanischen Bürgerkriegs diente das in Libertad umbenannte Schiff in der republikanischen spanischen Marine und wurde am Ende des Konflikts in Bizerte, Französisch-Tunesien, interniert. Sie kehrte 1939 nach Spanien zurück und wurde in Galicia umbenannt.
Die Miguel de Cervantes (benannt nach Miguel de Cervantes Saavedra) war während des Bürgerkriegs ebenfalls Teil der republikanischen Flotte und wurde 1936 von einem U-Boot der Archimede-Klasse torpediert. Das Schiff wurde in Bizerte interniert und kehrte später nach Spanien zurück. Sie wurde 1943 durch einen Brand schwer beschädigt und wieder instand gesetzt. Sie vertrat Spanien bei der Krönungsflottenschau im Jahr 1953.
Die Almirante Cervera (benannt nach Admiral Pascual Cervera y Topete) diente im Bürgerkrieg auf der Seite der Nationalisten und war an den meisten der großen Seeschlachten beteiligt. Sie beschoss u. a. mit den spanischen Kriegsschiffen Canarias, Baleares und Velasco sowie der deutschen Admiral Graf Spee Málaga und war am Massaker von Málaga im Februar 1937  beteiligt.